# Here to Heaven
Here to Heaven è l'album di debutto di Jamie-Lynn Sigler. L'album contiene il singolo Cry Baby, unico estratto dal disco, e tre brani in lingua spagnola.
L'album a livello commerciale è stato un insuccesso, nonostante una massiccia promozione con varie apparizione televisive (come a Total Request Live). La Sigler aveva in precedenza dichiarato di essere convinta che l'album sarebbe stato un successo e che avrebbe rappresentato una svolta definitiva per la sua carriera. In un'intervista rilasciata nel maggio 2007 con la rivista Vegas, la Sigler ha dichiarato di essere molto imbarazzata dal fiasco del suo disco e di essere addirittura pentita di averlo pubblicato.

## Tracce
1. Cry Baby
2. Bada Bing
3. Pressure
4. He Wouldn't Listen to My Dreams
5. Ole Ole
6. Little Mr. Heartbreak
7. You Are My Heart (Tu Eres)
8. "Giving Up On You
9. Come With Me
10. Sin Ti (Without You)
11. "Ole Ole (Spanish Version)
12. Sin Ti (Without You) (Spanish Version)
13. You Are My Heart (Tu Eres) (Spanish Version)